# 商工省
商工省（しょうこうしょう、旧字体：商󠄁工省、英語: Ministry of Commerce and Industry）は、1943年（昭和18年）から1949年（昭和24年）にかけて商工業・鉱業・交易などの事務を管掌していた内閣各省の一。現在の経済産業省の前身。

## 概要
1925年（大正14年）に農商務省を分割して設立され、昭和の前半期に商・工・鉱業、地質、度量衡、交易などを所管した。戦時体制下における軍需産業強化のため一時軍需省に改組されたが、終戦後すぐに商工省に復帰し、1949年（昭和24年）の国家行政組織法（昭和23年7月10日法律第120号）施行直前に通商産業省に改組。現在の経済産業省の前身。
また族議員のうち商業・工業など産業一般に通ずるものを通産族・経産族と呼ばず「商工族」と呼ぶのは、この省名に由来する。

## 沿革

### 第一次商工省

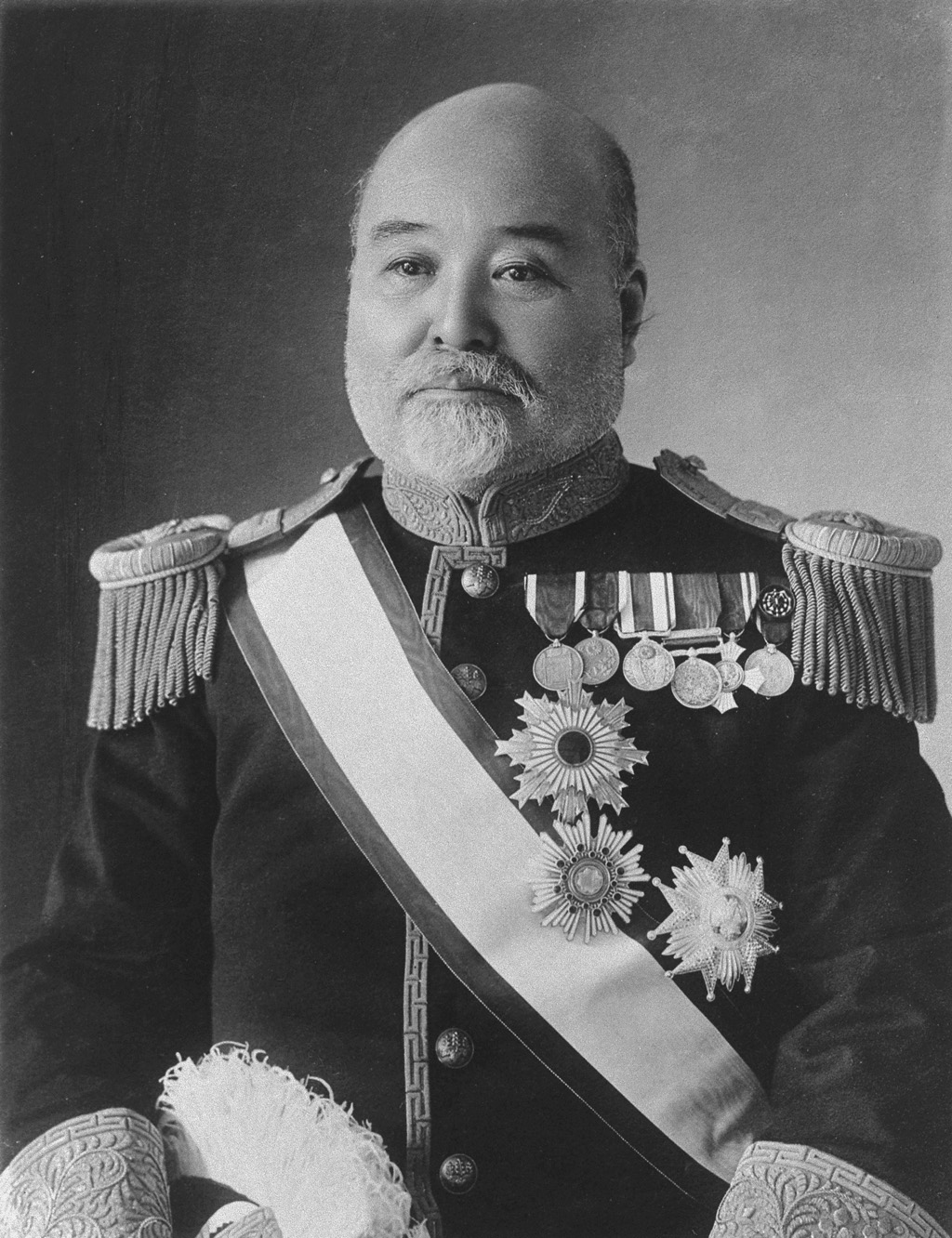
高橋是清（初代商工大臣）

#### 戦前期
1925年（大正14年）4月1日、農商務省を分割し、商工省と農林省を設置。農商務省の2分割は農業関係団体からの「農務省」設置要求の建議が数年間にわたって繰り返されてきたことによる。その契機は大正期にはいってからの米価高騰により外国産米輸入措置に対しての農業関係者からの反発が主原因である。商工省には大臣官房・商務局・工務局・鉱山局・製鉄所（官営八幡製鉄所）・特許局が置かれる。初代商工大臣は高橋是清。
1934年（昭和9年）4月1日、商工省附属の製鉄所（官営八幡製鉄所）を廃止。日本製鉄株式会社が発足。
1936年（昭和11年）6月9日、鉱山局から分割して燃料局を外局として設置。

#### 戦中期
1937年（昭和12年）7月14日、貿易局（貿易経済協力局の前身の一つ）を外局化。
支那事変下の1939年（昭和14年）6月16日、商工省の内部部局の編成を、従前の伝統的な商務局・工務局・鉱山局という体制から、生産物資別の鉱産局・鉄鋼局・化学局・機械局・繊維局という体制に再編。また外局として物価局を設置。
1940年（昭和15年）、岸信介商工次官更迭事件が起こる。
1941年（昭和16年）12月13日、大蔵省との間で所管分野を整理。
- 大蔵省→商工省：アルコール専売、樟脳専売、外国為替管理の事務
- 商工省→大蔵省：保険業、取引所、証券業に関する行政事務

1942年（昭和17年）4月1日、外局として設置していた特許局を内閣所轄の技術院に移管。

### 軍需省・農商省

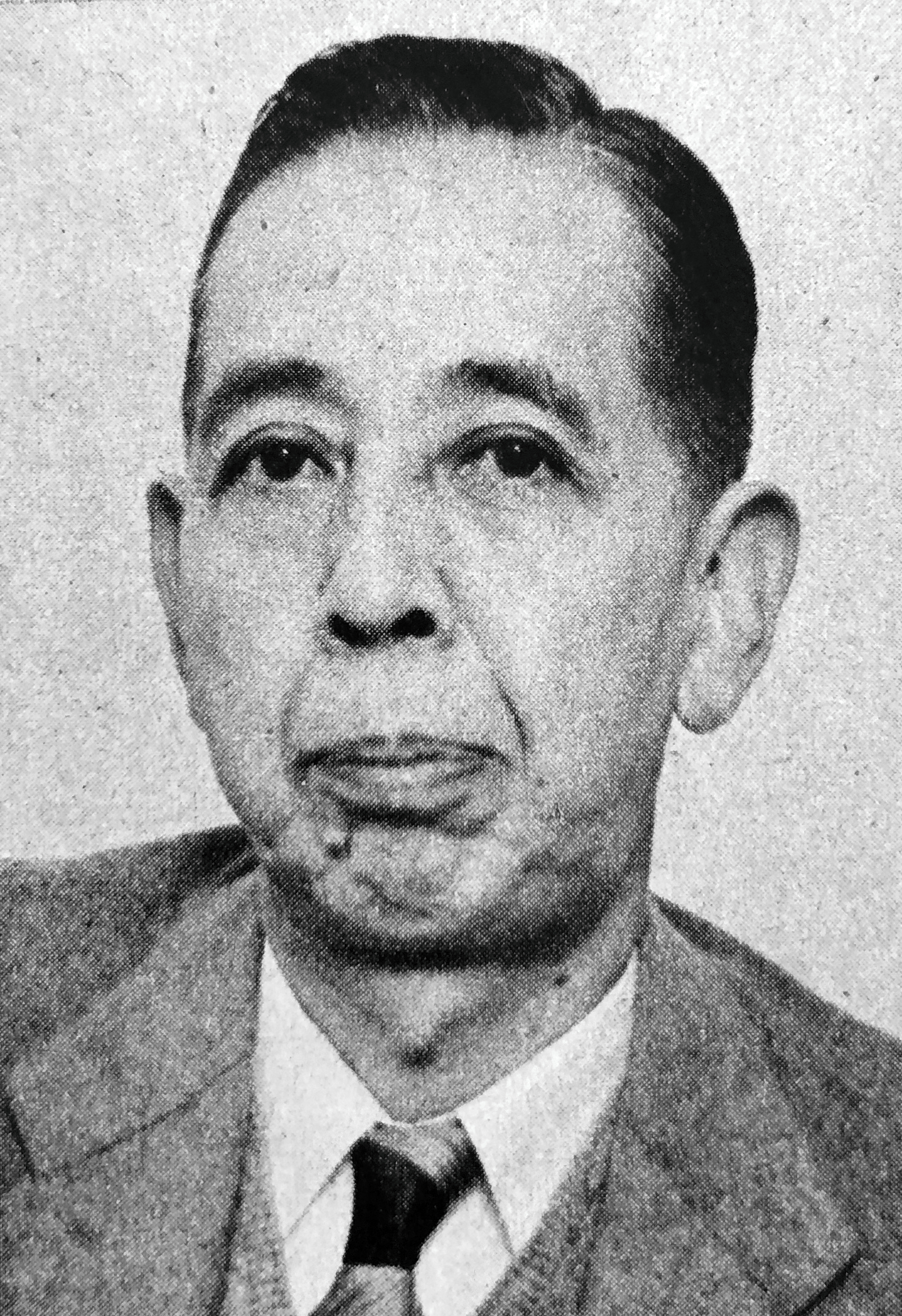
岸信介（商工次官・商工大臣）

1943年（昭和18年）11月1日、商工省と農林省を廃止し、軍需省と農商省を設置。戦時中の軍需産業強化のため、商工省の大半と企画院の国家総動員に関する部局を統合して軍需省を設置。これに伴い、商工省が所管していた繊維産業や日常生活物資についての統制事務を農林省に移管して、農商省とした。他に商工省が所管していた倉庫行政は新設の運輸通信省に、交易行政は大東亜省に移管、逓信省の電力行政は軍需省に移管した。

### 第二次商工省

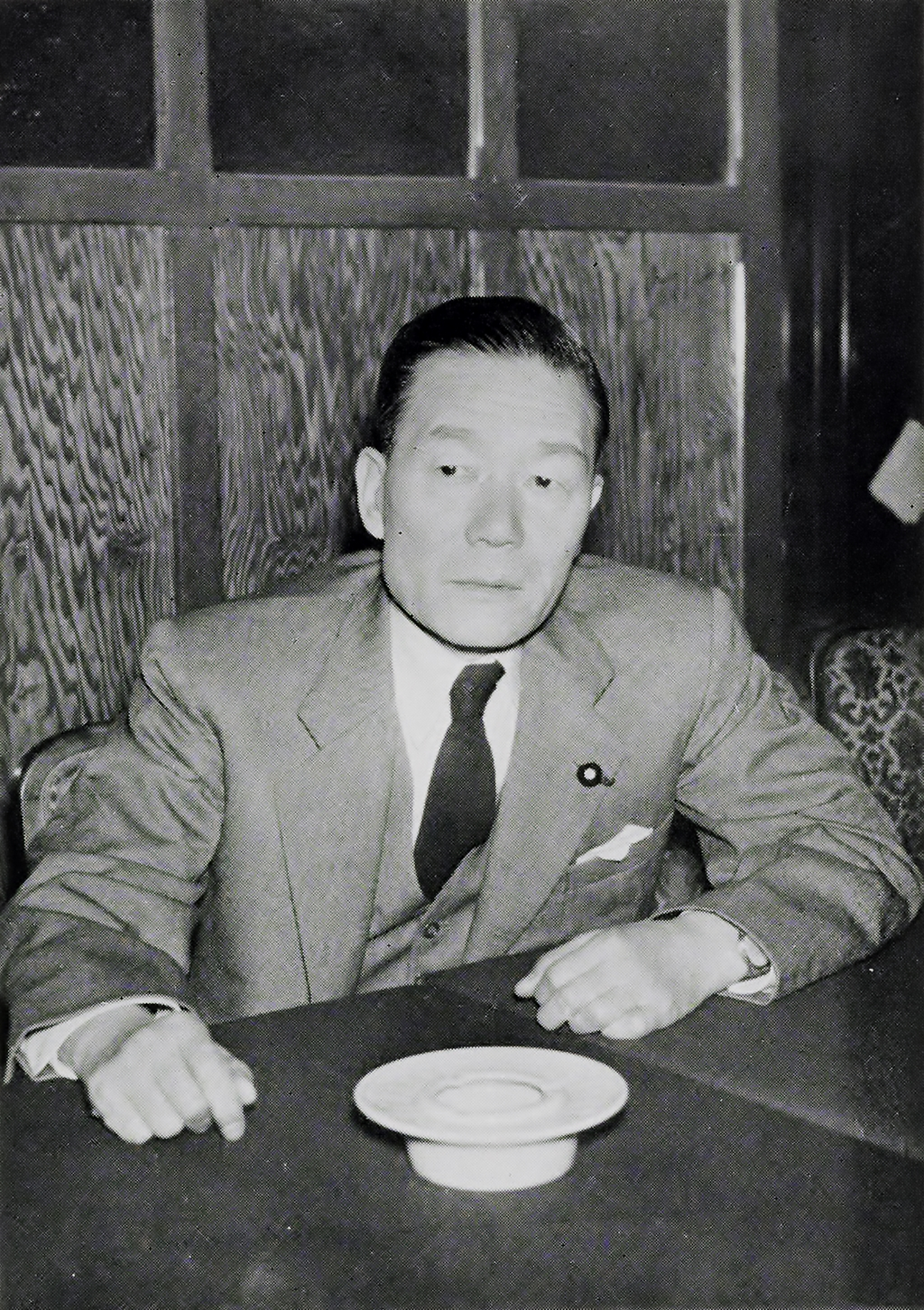
椎名悦三郎（商工次官・通商産業大臣）

1945年（昭和20年）8月26日、農商省廃止。商工省と農林省を再設置。終戦により軍需省の存在意義は喪失したため、椎名悦三郎の指揮の下、GHQからの解体を避ける意味もあり、旧の組織に復帰させた。ただし、軍需省設置時に逓信省から移管されてきた電力行政は商工省にとどまった。
1945年（昭和20年）9月5日、特許局が再び商工省の外局となり、標準関連事務を加えて特許標準局を設置。
1945年（昭和20年）12月13日、外局として貿易庁、石炭庁を設置。
1948年（昭和23年）8月1日、外局として中小企業庁、工業技術庁を設置。特許標準局は特許局（のち特許庁）に改組し、標準関連事務を工業技術庁へ移管。
1949年（昭和24年）5月25日、商工省廃止。通商産業省設置。

## 内部部局
- 1925年（大正14年） - 大臣官房・商務局・工務局・鉱山局・製鉄所（官営八幡製鉄所）・特許局
- 1939年（昭和14年） - 大臣官房・鉱産局・鉄鋼局・化学局・機械局・繊維局・物価局

## 歴代の商工大臣等
商工大臣（しょこうだいじん）は、戦前の商工行政を所管していた国務大臣。商工省の長。通称・略称は商相、商工相。
戦後の国家行政組織法で商工省は廃止となり、通商産業省が設置された。その後の戦後商工行政は通商産業大臣が所管した。

### 歴代大臣
| 商工大臣（商工省官制（大正14年勅令第37号））         | 商工大臣（商工省官制（大正14年勅令第37号）） | 商工大臣（商工省官制（大正14年勅令第37号）） | 商工大臣（商工省官制（大正14年勅令第37号）） | 商工大臣（商工省官制（大正14年勅令第37号））                                  |
| ---------------------------------------------------- | -------------------------------------------- | -------------------------------------------- | -------------------------------------------- | ----------------------------------------------------------------------------- |
| 1                                                    |                                              | 高橋是清                                     | 加藤高明内閣                                 | 1925年4月1日-1925年4月17日 農林大臣を兼任                                     |
| 2                                                    |                                              | 野田卯太郎                                   | 加藤高明内閣                                 | 1925年4月17日-1925年8月2日                                                    |
| 3                                                    |                                              | 片岡直温                                     | 加藤高明内閣                                 | 1925年8月2日-1926年9月14日                                                    |
| 3                                                    | 第1次若槻内閣                                | 片岡直温                                     |                                              | 1925年8月2日-1926年9月14日                                                    |
| 4                                                    |                                              | 藤沢幾之輔                                   | 第1次若槻内閣                                | 1926年9月14日-1927年4月20日                                                   |
| 5                                                    |                                              | 中橋徳五郎                                   | 田中義一内閣                                 | 1927年4月20日-1929年7月2日                                                    |
| 6                                                    |                                              | 俵孫一                                       | 濱口内閣                                     | 1929年7月2日-1931年4月14日                                                    |
| 7                                                    |                                              | 櫻内幸雄                                     | 第2次若槻内閣                                | 1931年4月14日-1931年12月13日                                                  |
| 8                                                    |                                              | 前田米蔵                                     | 犬養内閣                                     | 1931年12月13日-1932年5月26日                                                  |
| 9                                                    |                                              | 中島久万吉                                   | 齋藤内閣                                     | 1932年5月26日-1934年2月9日                                                    |
| 10                                                   |                                              | 松本烝治                                     | 齋藤内閣                                     | 1934年2月9日-1934年7月8日                                                     |
| 11                                                   |                                              | 町田忠治                                     | 岡田内閣                                     | 1934年7月8日-1936年3月9日 1936年2月27日-1936年3月9日、大蔵大臣を兼任          |
| 12                                                   |                                              | 川崎卓吉                                     | 廣田内閣                                     | 1936年3月9日-1936年3月27日                                                    |
| 13                                                   |                                              | 小川郷太郎                                   | 廣田内閣                                     | 1936年3月28日-1937年2月2日                                                    |
| 14                                                   |                                              | 伍堂卓雄                                     | 林内閣                                       | 1937年2月2日-1937年6月4日 鉄道大臣を兼任                                      |
| 15                                                   |                                              | 吉野信次                                     | 第1次近衛内閣                                | 1937年6月4日-1938年5月26日                                                    |
| 16                                                   |                                              | 池田成彬                                     | 第1次近衛内閣                                | 1938年5月26日-1939年1月5日 大蔵大臣による兼任                                 |
| 17                                                   |                                              | 八田嘉明                                     | 平沼内閣                                     | 1939年1月5日-1939年8月30日 1939年1月5日-1939年4月7日、拓務大臣を兼任          |
| 18                                                   |                                              | 伍堂卓雄                                     | 阿部内閣                                     | 1939年8月30日-1940年1月16日 1939年10月16日まで農林大臣による兼任              |
| 19                                                   |                                              | 藤原銀次郎                                   | 米内内閣                                     | 1940年1月16日-1940年7月22日                                                   |
| 20                                                   |                                              | 小林一三                                     | 第2次近衛内閣                                | 1940年7月22日-1941年4月4日                                                    |
|                                                      |                                              | 河田烈                                       | 第2次近衛内閣                                | 1940年8月31日-1940年11月2日 大蔵大臣による臨時代理                            |
| 21                                                   |                                              | 豊田貞次郎                                   | 第2次近衛内閣                                | 1941年4月4日-1941年7月18日                                                    |
| 22                                                   |                                              | 左近司政三                                   | 第3次近衛内閣                                | 1941年7月18日-1941年10月18日                                                  |
| 23                                                   |                                              | 岸信介                                       | 東條内閣                                     | 1941年10月18日-1943年10月8日                                                  |
| 24                                                   |                                              | 東條英機                                     | 東條内閣                                     | 1943年10月8日-1943年11月1日 内閣総理大臣による兼任                            |
| 国務大臣・商工次官                                   |                                              |                                              |                                              |                                                                               |
|                                                      |                                              | 岸信介                                       | 東條内閣                                     | 1943年10月8日-1943年11月1日                                                   |
| 商工大臣（商工省官制（昭和20年8月26日勅令第486号）） |                                              |                                              |                                              |                                                                               |
| 25                                                   |                                              | 中島知久平                                   | 東久邇宮内閣                                 | 1945年8月26日-1945年10月9日                                                   |
| 26                                                   |                                              | 小笠原三九郎                                 | 幣原内閣                                     | 1945年10月9日-1946年5月22日                                                   |
| 27                                                   |                                              | 星島二郎                                     | 第1次吉田内閣                                | 1946年5月22日-1947年1月31日                                                   |
| 28                                                   |                                              | 石井光次郎                                   | 第1次吉田内閣                                | 1947年1月31日-1947年5月24日                                                   |
|                                                      |                                              | 片山哲                                       | 片山内閣                                     | 1947年5月24日-1947年6月1日 内閣総理大臣による臨時代理                         |
| 29                                                   |                                              | 水谷長三郎                                   | 片山内閣                                     | 1947年6月1日-1948年3月10日                                                    |
| 30                                                   | 芦田内閣                                     | 水谷長三郎                                   | 1948年3月10日-1948年10月15日                 |                                                                               |
|                                                      |                                              | 吉田茂                                       | 第2次吉田内閣                                | 1948年10月15日-1948年10月19日 内閣総理大臣による臨時代理                      |
| 31                                                   |                                              | 大屋晋三                                     | 第2次吉田内閣                                | 1948年10月19日-1949年2月16日 1948年12月14日-1949年2月16日、大蔵大臣を臨時代理 |
| 32                                                   |                                              | 稲垣平太郎                                   | 第3次吉田内閣                                | 1949年2月16日-1949年5月25日                                                   |
| 以降は通商産業大臣                                   |                                              |                                              |                                              |                                                                               |

- 明治憲法のもとでは、内閣総理大臣が交代しても各大臣の地位に影響はなく、何らの任免発令もないまま引き続き大臣の職にとどまることも可能だった。
- 兼任の場合の表記は次のとおり区別した。
  - 「何々大臣による兼任」としたのは、他大臣が本官であり、商工大臣が兼官の場合。
  - 「何々大臣を兼任」としたのは、他大臣が兼官であり、商工大臣が本官の場合。